# Séro Diamanou
Séro-Diamanou est une commune rurale malienne, située dans le pays de la Diafounous, de l'arrondissement de Diandioumbéra, située dans le cercle de Kayes, et la région de Kayes. Elle a pour chef-lieu la localité de Séro.

## Villages
La commune s'étend sur 18 localités relevées lors du recensement général de 2009. 
Les villages les plus peuplés sont :
- Mélo (3 932 habitants) ;
- Séro (3 896 habitants) ;
- Diadioumbéra (3 245 habitants).

La loi 2023-007 attribue à la commune rurale 18 villages  :
- Séro
- Mahina
- Kounandji
- Gandega
- Nayela
- Kandia
- Nokoussiré
- Mélo
- Missira
- Troun
- Diadioumbéra
- Mamaniara
- Soukouta
- Sitakounadi
- Bougountourou
- Kontéla
- Alahina
- Madina